# Breslauer SpVgg 02
Breslauer SpVgg 02 (celým názvem: Breslauer Sport-Vereinigung 02) byl německý fotbalový klub, který sídlil ve slezském městě Breslau (dnešní Vratislav v Dolnoslezském vojvodství). Založen byl v roce 1933 po nucené fúzi klubů Breslauer SC 08 a Vereinigte Breslauer Sportfreunde. Zanikl v roce 1945 po polské anexi Pruského Slezska. Klubové barvy byly modrá a černá.
Své domácí zápasy odehrával na stadionu Sportpark Gräbschen s kapacitou 15 000 diváků.

## Získané trofeje
- Gauliga Niederschlesien ( 1× )
  - 1941/42

## Umístění v jednotlivých sezonách
Stručný přehled
Zdroj: 
- 1933–1939: Gauliga Schlesien
- 1939–1940: Gauliga Schlesien-Mittel- und Niederschlesien
- 1940–1941: Gauliga Schlesien
- 1941–1943: Gauliga Niederschlesien
- 1943–1944: Gauliga Niederschlesien/Breslau – sk. B

Jednotlivé ročníky
Zdroj: 
Legenda: Z - zápasy, V - výhry, R - remízy, P - porážky, VG - vstřelené góly, OG - obdržené góly, +/- - rozdíl skóre, B - body, červené podbarvení - sestup, zelené podbarvení - postup, fialové podbarvení - reorganizace, změna skupiny či soutěže
| Velkoněmecká říše (1933 – 1944) |                                               |        |    |    |   |   |     |    |      |    |        |
| Sezóny                          | Liga                                          | Úroveň | Z  | V  | R | P | VG  | OG | +/-  | B  | Pozice |
| 1933/34                         | Gauliga Schlesien                             | 1      | 18 | 11 | 3 | 4 | 53  | 27 | +26  | 25 | 2.     |
| 1934/35                         | Gauliga Schlesien                             | 1      | 18 | 5  | 6 | 7 | 22  | 31 | -9   | 16 | 7.     |
| 1935/36                         | Gauliga Schlesien                             | 1      | 18 | 8  | 1 | 9 | 30  | 32 | -2   | 17 | 5.     |
| 1936/37                         | Gauliga Schlesien                             | 1      | 18 | 9  | 4 | 5 | 43  | 27 | +16  | 22 | 3.     |
| 1937/38                         | Gauliga Schlesien                             | 1      | 18 | 13 | 1 | 4 | 56  | 28 | +28  | 27 | 2.     |
| 1938/39                         | Gauliga Schlesien                             | 1      | 18 | 6  | 4 | 8 | 31  | 40 | -9   | 16 | 4.     |
| 1939/40                         | Gauliga Schlesien-Mittel- und Niederschlesien | 1      | 12 | 4  | 4 | 4 | 23  | 22 | +1   | 12 | 4.     |
| 1940/41                         | Gauliga Schlesien                             | 1      | 16 | 8  | 1 | 7 | 42  | 38 | +4   | 17 | 4.     |
| 1941/42                         | Gauliga Niederschlesien                       | 1      | 16 | 14 | 1 | 1 | 63  | 21 | +42  | 29 | 1.     |
| 1942/43                         | Gauliga Niederschlesien                       | 1      | 18 | 14 | 2 | 2 | 122 | 21 | +101 | 30 | 2.     |
| 1943/44                         | Gauliga Niederschlesien/Breslau – sk. B       | 1      | 10 | 8  | 1 | 1 | 41  | 10 | +42  | 17 | 1.     |

Poznámky
- 1943/44: Klub se ve finálové skupině umístil na druhém místě.